# Théophile de Brémond d'Ars
Pour les articles homonymes, voir Brémond et Ars.
Pour les autres membres de la famille, voir Famille de Brémond d'Ars.
Théophile, Charles de Brémond d'Ars, baron de Dompierre-sur-Charente, né le 27 novembre 1787 à Saintes et décédé le 13 mars 1875 à ce même lieu, est un général d'armée français, également l'oncle du général Guillaume de Brémond d'Ars.

## Biographie
Issu d'une famille de la noblesse saintongeaise, il est le second fils de Pierre-René-Auguste de Brémond d'Ars, député des États généraux en 1789 pour la sénéchaussée de Saintes. Son parrain n'est autre que l'abbé Charles-Marc-Antoine d'Aiguières, chanoine de Saint-Pierre de Saintes. L'abbé Montillet, curé de Courcoury, fut son précepteur jusqu'au retour de Pierre-René Auguste de l'émigration en  septembre 1800. 
Le 1er avril 1805, il rejoint l'école spéciale militaire de Saint-Cyr encore installée au château de Fontainebleau. Une coupure au rasoir lors de ses classes suscite la réaction de Napoléon. Il est sous lieutenant à compter du 1er octobre 1806 dans le 21e régiment de chasseurs à cheval et rejoint son dépôt à Colmar. En 1815, les royalistes des arrondissements de Cognac et de Saintes forme un corps volontaire. Théophile de Brémond d'Ars est capitaine des Volontaires royaux de la Charente-Inférieure.  
Le 21 mars 1831, il est nommé chevalier de la Légion d'honneur. Il est promu général de brigade en 1841. Il est nommé le 18 avril 1842 commandeur[Quoi ?] du département des Deux-Sèvres. Le 22 avril 1847 il est promu commandeur de la Légion d'honneur. Il réside dans l'hôtel patrimonial de Brémond d'Ars à Saintes. En 1849, il est admis à la retraite.

## Famille
De son mariage du 21 juin 1821 à Saintes avec Marie-Anne Claire de Guitard sont issus :  
- Marie Renée de Brémond d'Ars ;
- Anatole de Brémond d'Ars (1823-1911)[6], sous-préfet ;
- Elisabeth de Brémond d'Ars ;
- Gaston de Brémond d'Ars, (1830-1926) chef d'escadron du 9e régiment de dragons[7].